# Stilpnotia
Stilpnotia is een geslacht van vlinders van de familie spinneruilen (Erebidae), uit de onderfamilie Lymantriinae.

## Soorten
- S. albissima Bethune-Baker, 1911
- S. candida Staudinger, 1892
- S. dubia Aurivillius, 1900
- S. fusca Hering, 1926
- S. maria Kirby, 1896
- S. melanochila Hering, 1926
- S. nigripes Holland, 1893
- S. platyrhabda Collenette, 1931
- S. vata Swinhoe, 1903